# Elle Fanningová
Mary Elle Fanning (* 9. dubna 1998 Conyers, Georgie) je americká herečka. Známou se stala rolemi ve filmech Koupili jsme ZOO, Zloba – Královna černé magie, Neon Demon a Veliká. Získala nominaci na cenu Emmy, dvě nominace na Zlatý glóbus a tři nominace na Cenu Sdružení filmových a televizních herců.

## Život
Jejími rodiči byli profesionální tenistka Heather Joyová (rozená Arrington) a baseballista Steven J. Fanning. Ve věku dvou let a jedenácti měsíců si zahrála mladší verzi své sestry Dakoty ve filmu Jmenuji se Sam. Poté hrála opět mladší verzi Dakoty ve filmu Taken, ale její první role nezávislá na sestře byla v roce 2003 v komedii Bláznivá školka, kde ztvárnila Jamie. V roce 2006 se objevila v akčním filmu Déjà Vu Tonyho Scotta či dramatu Babel Alejandra Gonzáleze Iñárritu.
V roce 2010 zahrála ve filmu oscarové scenáristky Sofie Coppolové Odnikud někam. Na filmovém festivalu v Benátkách film vyhrál Zlatého lva. V roce 2011 se představila v hororu Twixt postavou mladého ducha jménem V. V téže sezóně účinkovala také ve sci-fi drama filmu Super 8. Film měl premiéru 10. června 2011 a pojednával o skupině dětí, které jsou nuceny řešit podivné dění v jejich malém městečku.
Roku 2011 dostala cenu Young Hollywood Awards jako herečka roku za film Odnikud někam (Somewhere).
V prosinci 2011 se objevila ve filmu Camerona Crowea Koupili jsme zoo. V roce 2012 hrála spolu s Alicí Englertovou v dramatickém filmu Ginger a Rosa, který se odehrává v roce 1962 v Londýně. Film byl režírovaný Sally Potterovou.
Zahrála si také po boku Angeliny Jolie ve filmu studia Walt Disney Pictures Zloba – Královna černé magie, který režíroval Robert Stromberg. Jolie ztvárnila postavu Maleficent a Fanningová princeznu Auroru. Film měl premiéru v roce 2014. S Benem Affleckem se objevila ve filmu Pod rouškou noci. V roce 2016 se představila v thrilleru Neon Demon. V dubnu 2016 byla obsazena do role v dramatickém filmu Sidney Hall, který měl premiéru dne 25. ledna 2007 na filmovém festivalu Sundance.
V roce 2018 si zahrála po boku Petera Dinklage ve filmu I Think We're Alone Now. V březnu 2018 měl premiéru její další film Galveston.
V roce 2019 ztvárnila titulní postavu ve snímku Jít za svým snem. Hraje také v seriálu Veliká, ve kterém ztvárňuje roli Kateřiny II. Veliké.

## Filmografie

### Film
| Rok           | Název                                | Role                   | Poznámky            |
| ------------- | ------------------------------------ | ---------------------- | ------------------- |
| 2001          | Jmenuji se Sam                       | Lucy Diamond Dawson    |                     |
| 2003          | Bláznivá školka                      | Jamie                  |                     |
| 2004          | Dveře v podlaze                      | Ruth Cole              |                     |
| 2004          | My neighbour Totoro                  | Mei Kusakabe (hlas)    | anglická verze      |
| 2005          | P.N.O.K.                             | Rebecca Bullard        | krátkometrážní film |
| 2005          | Co způsobil Winn-Dixie               | Sweetie Pie Thomas     |                     |
| 2006          | I Want Someone to Eat Cheese with    | Penelope               |                     |
| 2006          | Déjà Vu                              | Abbey                  |                     |
| 2006          | Babel                                | Debbie Jones           |                     |
| 2007          | Reservation Road                     | Emma Learner           |                     |
| 2007          | Devítky                              | Noelle                 |                     |
| 2007          | Day 73 with Sarah                    | Sarah                  | krátkometrážní film |
| 2008          | Podivuhodný případ Benjamina Buttona | Daisy Fuller (7 let)   |                     |
| 2008          | Phoebe v říši divů                   | Phoebe Lichten         |                     |
| 2009          | Astro Boy                            | Grace (hlas)           |                     |
| 2010          | Odnikud někam                        | Cleo                   |                     |
| 2010          | Louskáček ve 3D                      | Mary                   |                     |
| 2011          | Twixt                                | V                      |                     |
| 2011          | Super 8                              | Alice Dainard          |                     |
| 2011          | Koupili jsme ZOO                     | Lily Miska             |                     |
| 2011          | The Curve of Forgotten Things        | Dívka                  | krátkometrážní film |
| 2012          | Ginger a Rosa                        | Ginger                 |                     |
| 2012          | Leaning Toward Solace                | Sara                   | krátkometrážní film |
| 2014          | Zloba – Královna černé magie         | Princezna Aurora       |                     |
| 2014          | Young Ones                           | Mary Holms             |                     |
| 2014          | Škatuláci                            | Winnie (hlas)          |                     |
| 2014          | Až na dno                            | Amy-Jo Albany          |                     |
| 2015          | Trumbo                               | Nikola Trumbo          |                     |
| 2015          | Tři generace                         | Ray                    |                     |
| 2016          | Neon Demon                           | Jesse                  |                     |
| 2016          | Ženy 20. století                     | Julie                  |                     |
| 2016          | Balerína                             | Félicie Millner (hlas) |                     |
| 2016          | Pod rouškou noci                     | Loretta Figgis         |                     |
| 2017          | Jak balit holky na mejdanech         | Zan                    |                     |
| 2017          | Mary Shelleyová                      | Mary Shelley           |                     |
| 2017          | Oklamaný                             | Carol                  |                     |
| 2017          | Sidney Hall                          | Melody                 |                     |
| 2018          | Galveston                            | Raquel Arceneaux       |                     |
| 2018          | I Think We're Alone Now              | Grace                  |                     |
| 2018          | Jít za svým snem                     | Violet                 |                     |
| 2019          | Deštivý den v New Yorku              | Asleigh                |                     |
| 2019          | Zloba: Královna všeho zlého          | Aurora                 |                     |
| 2020          | Všechny malé zázraky                 | Violet Markey          |                     |
| 2020          | The Roads Not Taken                  | Molly                  |                     |
| bude oznámeno | The Nightingale                      | Isabelle Rossignol     |                     |

### Televize
| Rok        | Název                                     | Role                                       | Poznámky                              |
| ---------- | ----------------------------------------- | ------------------------------------------ | ------------------------------------- |
| 2002       | Uneseni                                   | Allie Keys (3 roky)                        | díl: „Charlie and Lisa“               |
| 2003       | Soudkyně Amy                              | Rochelle Cobbs                             | díl: „Maxine Interrupted“             |
| 2003       | Kriminálka Miami                          | Molly Walker                               | díl: „Smrtící stisk“                  |
| 2004       | Kriminálka New York                       | Jenny Como                                 | díl: „Důstojník v modrém“             |
| 2006       | Dr. House                                 | Stella Dalton                              | díl: „Musím to vědět“                 |
| 2006       | Zákon a pořádek: Útvar pro zvláštní oběti | Eden                                       | díl: „Cage“                           |
| 2006       | Pokoj č. 10                               | Anna Miller                                | 3 díly                                |
| 2006–07    | Myšlenky zločince                         | Tracy Belle                                | 2 díly                                |
| 2007       | Dirty Sexy Money                          | Kiki George                                | díl:„Pilot“                           |
| 2008       | City Seventeen                            | Samantha Page                              | 2 díly                                |
| 2014       | HitRecord on TV                           | dcera                                      | díl: „RE: The Number One“             |
| 2020–dosud | Veliká                                    | Kateřina II. Veliká                        | hlavní role, také výkonná producentka |
| 2021       | Robot Chicken                             | kamarádka Sarah Loganové/ Nerdova manželka | díl: „May Cause the Need for Speed“   |
| 2022       | The Girl from Plainville                  | Michelle Carter                            | hlavní role, také výkonná producentka |

## Ocenění a nominace
| Rok  | Ocenění                                      | Kategorie                                                                         | Název                        | Výsledek  |
| ---- | -------------------------------------------- | --------------------------------------------------------------------------------- | ---------------------------- | --------- |
| 2004 | Young Artist Award                           | nejlepší filmové obsazení                                                         | Bláznivá školka              | nominace  |
| 2007 | Young Artist Award                           | nejlepší herečka ve vedlejší roli: TV film, minisérie, TV speciál (komedie/drama) | Pokoj č. 10                  | nominace  |
| 2007 | Young Artist Award                           | nejlepší herečka v hlavní roli: film (10 let a mladší)                            | Babel                        | nominace  |
| 2009 | Women Film Critics Circle Awards             | nejlepší mladá herečka                                                            | Phoebe v říši divů           | nominace  |
| 2010 | Online Film & Television Association         | nejlepší mladá herečka                                                            | Phoebe v říši divů           | nominace  |
| 2011 | Critics' Choice Movie Awards                 | nejlepší mladá herečka                                                            | Odnikud někam                | nominace  |
| 2011 | Young Hollywood Award                        | herečka roku                                                                      | Odnikud někam                | vítězství |
| 2011 | Online Film & Television Association         | nejlepší mladá herečka                                                            | Odnikud někam                | nominace  |
| 2011 | International Cinephile Society Awards       | nejlepší herečka ve vedlejší roli                                                 | Odnikud někam                | vítězství |
| 2011 | Young Artist Awards                          | nejlepší herečka v hlavní roli: film                                              | Louskáček ve 3D              | nominace  |
| 2011 | Hollywoodský filmový festival                | Spotlight Award                                                                   | Super 8                      | vítězství |
| 2011 | Golden Schmoes Awards                        | nejlepší herečka ve vedlejší roli                                                 | Super 8                      | nominace  |
| 2011 | IGN Summer Movie Awards                      | nejlepší filmová herečka                                                          | Super 8                      | nominace  |
| 2011 | Satellite Award                              | nejlepší herečka ve vedlejší roli                                                 | Super 8                      | nominace  |
| 2011 | Scream Award                                 | objev roku: žena                                                                  | Super 8                      | nominace  |
| 2011 | Teen Choice Award                            | nejlepší herečka: sci-fi/fantasy                                                  | Super 8                      | nominace  |
| 2011 | Teen Choice Award                            | nejlepší filmová chemie (sdíleno s obsazením filmu)                               | Super 8                      | nominace  |
| 2011 | Phoenix Film Critics Society                 | nejlepší obsazení                                                                 | Super 8                      | vítězství |
| 2011 | Phoenix Film Critics Society                 | objev roku                                                                        | Super 8                      | nominace  |
| 2011 | Phoenix Film Critics Society                 | nejlepší herecký výkon mladé herečky ve vedlejší roli                             | Super 8                      | nominace  |
| 2012 | Critics' Choice Movie Awards                 | nejlepší mladá herečka                                                            | Super 8                      | nominace  |
| 2012 | Cena Saturn                                  | nejlepší mladá herečka                                                            | Super 8                      | nominace  |
| 2012 | Empire Awards                                | nejlepší ženský nováček                                                           | Super 8                      | nominace  |
| 2012 | Online Film & Television Association         | nejlepší mladá herečka                                                            | Super 8                      | nominace  |
| 2012 | Young Artist Awards                          | nejlepší herečka v hlavní roli                                                    | Super 8                      | nominace  |
| 2012 | Young Artist Awards                          | nejlepší filmové obsazení                                                         | Super 8                      | nominace  |
| 2012 | MTV Movie Award                              | objev roku                                                                        | Super 8                      | nominace  |
| 2012 | British Independent Film Award               | nejlepší herečka                                                                  | Ginger a Rosa                | nominace  |
| 2013 | Critics' Choice Movie Awards                 | nejlepší mladá herečka                                                            | Ginger a Rosa                | nominace  |
| 2013 | Women Film Critics Circle Awards             | nejlepší obsazení                                                                 | Ginger a Rosa                | vítězství |
| 2013 | Women Film Critics Circle Awards             | nejlepší mladá herečka                                                            | Ginger a Rosa                | nominace  |
| 2013 | Mezinárodní filmový festival v Santa Barbaře | Virtuoso Award                                                                    | Ginger a Rosa                | vítězství |
| 2014 | Teen Choice Awards                           | nejlepší herečka: akční film                                                      | Zloba – Královna černé magie | nominace  |
| 2014 | Mezinárodní filmový festival Karlovy Vary    | nejlepší herečka                                                                  | Až na dno                    | vítězství |
| 2014 | Women Film Critics Circle Awards             | nejlepší dabing: žena                                                             | Škatuláci                    | vítězství |
| 2015 | Behind the Voice Actors Awards               | nejlepší vokální výkon obsazení: film                                             | Škatuláci                    | vítězství |
| 2015 | Behind the Voice Actors Awards               | nejlepší ženský vokální výkon ve filmu                                            | Škatuláci                    | nominace  |
| 2015 | Cena Saturn                                  | nejlepší mladá herečka                                                            | Zloba – Královna černé magie | nominace  |
| 2015 | Kids' Choice Award                           | nejoblíbenější filmová herečka                                                    | Zloba – Královna černé magie | nominace  |
| 2015 | Young Artist Awards                          | nejlepší herečka: film                                                            | Zloba – Královna černé magie | nominace  |
| 2016 | Critics' Choice Movie Awards                 | nejlepší obsazení                                                                 | Trumbo                       | nominace  |
| 2016 | Detroit Film Critics Society                 | nejlepší obsazení                                                                 | Ženy 20. století             | vítězství |
| 2016 | Cena Sdružení filmových a televizních herců  | nejlepší obsazení                                                                 | Trumbo                       | nominace  |
| 2016 | Young Artist Awards                          | nejlepší herečka: film (14–21 let)                                                | Trumbo                       | nominace  |
| 2017 | Alliance of Women Film Journalists           | síň studu (sdíleno s Nicolasem Winding Refnem)                                    | Neon Demon                   | nominace  |
| 2017 | Bodil Awards                                 | nejlepší herečka                                                                  | Neon Demon                   | nominace  |
| 2017 | Critics' Choice Movie Award                  | nejlepší obsazení                                                                 | Ženy 20. století             | nominace  |